# والتر سالس
والتر سالس (بالبرتغالية: Walter Salles) مخرج، سيناريست، مونتور ومنتج برازيلي، ازداد يوم 12 أبريل 1956 في ريو دي جانيرو بالبرازيل.

## السيرة الذاتية

### النشأة والتعليم
تلقى سالس تعليمه في جامعة كاليفورنيا الجنوبية وذلك في تخصص الفنون السينمائية، هو ابن والتر موريرا سالس، وقد اشتغل هذا الأخير في مجموعة من الوظائف على غرار موظف في البنك، سياسي وغيرها.

### المسيرة السينمائية
بدأ مسيرته السينمائية منذ سنوات الثمانينات، حيث قام بإخراج بعض الأفلام الوثائقية. وفي سنة 1991 قام بإخراج أول أفلامه الذي حمل عنوان: فنان كبير. لكن الأزمة الاقتصادية التي عصفت بالبرازيل جعلت والتر يغير وجهته من نوعية أفلام الخيال العلمي. ثم سرعان ما عاد لعالم السينما وذلك سنة 1995. بعد ذلك قام بإخراج أول أفلامه مع القناة التلفزية الأوروبية أرتيو من خلال فيلم كان عنوانه رؤية السنة 2000 من طرف ...
في السنة الموالية، حقق والتر شهرة عالمية، وذلك بعد إخراجه لفيلم وسط البرازيل والذي ترشح لجائزة الدب الذهبي في المدينة الألمانية برلين. ثم أخرج بعد ذلك في سنة 2001 فيلم خلف الشمس، وفي 2003 أشرف على إنتاج فيلم مدينة الرب الذي أنتجه فرناندو ميرالييس.
وفي سنة 2004، بدأت لمسة والتر بالظهور بشكل بارز، خصوصا بعد عمله على إخراج فيلم يوميات دراجة نارية والذي يتناول فيه قصة تشي غيفارا، وقد تم عرض هذا الفيلم في مهرجان صاندانس السينمائي وكذلك مهرجان كان السينمائي، قبل أن يعرف نجاحا كبيرا في مختلف دول العالم.
حصل على جائزة روبرت بريسون سنة 2009، كما توسعت شهرة والتر من خلال أحد مؤلفاته، هذا ويٌذكر أن والتر عاش متنقلا بين فرنسا والولايات المتحدة الأمريكية مما جعله يتحدث اللغتين الفرنسية والإنجليزية بطلاقة.

## قائمة أعماله

### مخرج
| عنوان الفيلم       | العنوان الأصلي         | سنة الإخراج |
| ------------------ | ---------------------- | ----------- |
| فنان كبير          | A Grande Arte          | 1991        |
| وسط البرازيل       | Centra Do Brasil       | 1998        |
| اليوم الأول        | O Primeiro Dia         | 1998        |
| خلف الشمس          | Abril Despedaçado      | 2001        |
| يوميات دراجة نارية | Diàrios De Motocicleta | 2003        |
| عائلة برازيلة      | Linha De Passe         | 2008        |
| على الطريق         | On The Road            | 2012        |

## الجوائز
| السنة | الفيلم            | الجائزة                                                                                      |
| ----- | ----------------- | -------------------------------------------------------------------------------------------- |
| 1996  | Terra Estrangeira | الجائزة الكبرى للفيلم الأجنبي في المهرجان الدولي للفيلم في بلفور بفرنسا                      |
| 1998  | وسط البرازيل      | جائزة الدب الذهبي لأفضل فيلم في مهرجان برلين السينمائي                                       |
| 2008  | عائلة برازيلية    | جائزة أفضل ممثلة في فيلم في مهرجان كان السينمائي للممثلة ساندرا كورفيلوني                    |
| 2009  | –                 | جائزة روبرت بريسون في مهرجان البندقية السينمائي (مهداة من طرف الكنيسة الرومانية الكاثوليكية) |

## روابط خارجية
- والتر سالس على موقع IMDb (الإنجليزية)
- والتر سالس على موقع مونزينجر (الألمانية)
- والتر سالس على موقع قاعدة بيانات الأفلام العربية
- والتر سالس على موقع ألو سيني (الفرنسية)
- والتر سالس على موقع أول موفي (الإنجليزية)
- والتر سالس على موقع قاعدة بيانات الأفلام السويدية (السويدية)
- والتر سالس على موقع إن إن دي بي (الإنجليزية)
- والتر سالس على موقع ديسكوغز (الإنجليزية)
- والتر سالس على موقع قاعدة بيانات الفيلم (الإنجليزية)
- والتر سالس على موقع كينوبويسك (الروسية)